# Квинт Фулвий Флак (консул 180 пр.н.е.)
Вижте пояснителната страница за други личности с името Квинт Фулвий Флак.
Квинт Фулвий Флак (на латински: Quintus Fulvius Flaccus) e политик на Римската република от 2 век пр.н.е.

## Биография
Син е на Гней Фулвий Флак (претор 212 пр.н.е.) и Кварта Хостилия и вероятно брат на Гней Фулвий (претор 190 пр.н.е.).
През 189 пр.н.е. той е плебейски едил, след две години претор на Сардиния, 181 пр.н.е. легат на проконсула Луций Емилий Павел Македоник, когато се той бие с лигурите. Две години Фулвий иска да стане консул и едва през 180 пр.н.е. е избран за суфектконсул на мястото на умрелия му втори баща Гай Калпурний Пизон. Вероятно майка му отровила втория си съпруг, за да стане синът ѝ консул. След една атака на Фулвий 7000 апуани се предават и той ги преселва в Самниум.
Фулвий е баща на Гай (консул 134 пр.н.е.) и вероятно на Сервий (консул 135 пр.н.е.). Поетът Гай Луцилий пише, че те правят траурни тържества в чест на баща си.